# 急行列車

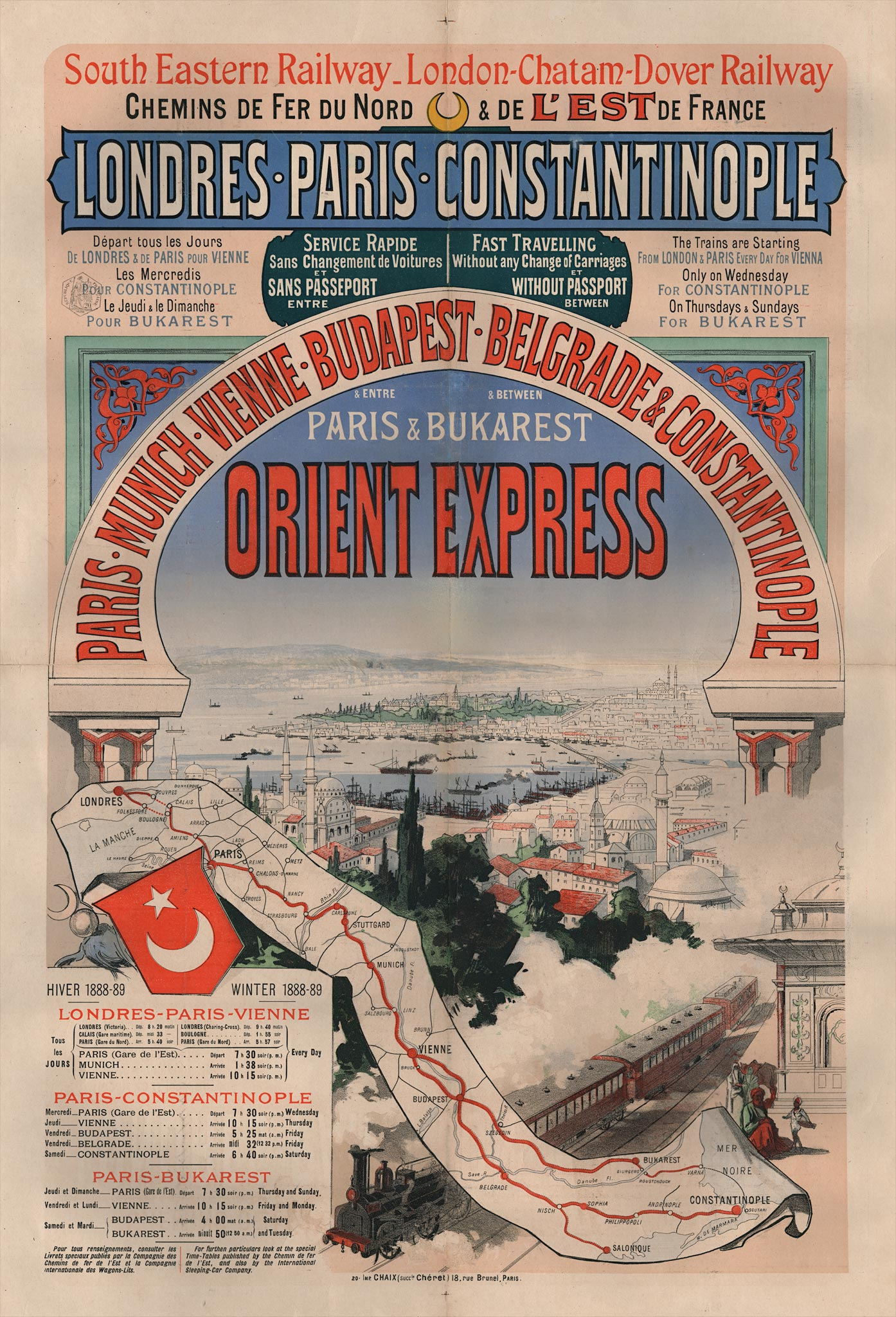
ロンドン発コンスタンチノープル行きオリエント急行のポスター

急行列車（きゅうこうれっしゃ）とは、普通列車（緩行）に対し、一部の駅を通過して主要駅にのみ停車し、速達輸送を行なう列車のことをいう。
一般的に停車駅は、特別急行列車（特急）や快速急行より多く、準急列車（または快速列車）より少ない。急行列車の英訳はExpressが当てられる。
なお、広義の急行列車には特急列車や準急列車も含まれる。
本項では原則として急行料金を必要とする急行列車（優等列車）について述べるが、以下についても解説する。
- 急行電車（急電） - かつて日本国有鉄道（国鉄）で運行されていた追加料金不要の列車（普通列車）
- 私鉄の急行列車 - 有料列車のほか、料金不要の「急行」[注釈 1]
- 企画急行列車 - パッケージツアーの一環として運行される列車
- 鉄道以外の「急行」

## 列車種別と急行列車の呼称
急行列車の英語訳は一応"Express"であるが、これは日本語の「急行列車」とは一対一で対応するとは限らない。
そもそもExpress自体、イギリスでは各駅停車の列車（Stopping Train）に対し「途中駅通過をする（結果的に早くつく）」が割増料金を設けない列車として始まっているので、日本でいうと「快速列車」に近いものが起源だった。
日本の急行列車に相当する列車に与えられる列車種別としては、高速性が示せる言葉から自然発生した、"Flyer", "Mail Train", "Rapide（フランス語。英語の"Rapid"に相当）"、"Schnellzug（ドイツ語。"schnell"は英語の"fast"に、"Zug"は英語の"Train"に相当）"といった用語と、事業者の創作・命名に由来するが、個別列車の愛称とははっきり区別できる"InterCity (IC) ", "InterRegio (IR) ", "EuroCity (EC) "などといった名称が存在する。また、日本語の「特別急行列車（特急）」「快速急行」と同様の、Expressという名称の変形として"Trans Europ Express (TEE) ", "InterCityExpress (ICE) ", "RegionalExpress (RE) "といったものが用いられることがある。一部の都市内路線や地下鉄では"Skip Stop","fast"という表現も用いられる。

## 欧米諸国の急行列車
急行列車の歴史については不明な点が多いが、最古の急行列車は"Mail Train"という名称を用い、他の列車とは速度の面で特に区別されて運行された1830年代のイギリスの郵便と旅客の混合列車であると推定される。19世紀のイギリスの鉄道は高速化に熱心で、"Express"、"Flyer"といった名称のついた列車が散見されるが、反面、需要の有無に関わらず、各駅停車に相当する列車の運行に極めて不熱心であった。イギリスの議会で低運賃の各駅停車の運行が義務づけられ、各駅停車の方が「議会列車"Parliament Train"」として認識されているほどであったことや、"Express"呼称と特別料金の有無が一致しなかったことから、こうした高速列車が優等列車として意識され、急行列車という名称が列車種別として意識されていたかどうかについては疑問の余地がある。
一応、時代が下ると各駅停車と途中駅通過の列車を信号所で見分ける必要が出たため、イギリスでは前面の標識灯の数で見分けられるように規定した（基本的に1つが各駅停車、2つがExpressになる）。
急行列車が発展した地域としては、他にアメリカ合衆国やヨーロッパなどを挙げることができる。長距離を走るアメリカの列車には速達性が求められ、19世紀末にはニューヨーク-シカゴ間の"Empire State Express"など、"Express"の呼称を用いた列車が多数存在した。ただし、20世紀以降は"Express"という名称は、フェデックス・エクスプレスなど現在の宅配便に相当する小口荷物を輸送する「急行貨物列車」もしくは「急送便」といった意味合いで用いられることが多くなり、また、競合路線が多い中で旅客誘致をするためにも特別さをアピールできるものが相応しいことから、旅客列車には"Limited"という名称を用いることのほうが標準になった。現在のアムトラックの列車名を見ても、その路線の唯一の列車で、取り立てて高速でもない列車が" - Limited"を名乗るケースが多い。例外は、近郊鉄道や都市高速鉄道で、急行線を運行する電車を"Express"と名付ける習慣は現在のニューヨーク市地下鉄に残されている。アメリカにおいても"Express"呼称と特別料金の有無は現在でも一致していない。
ヨーロッパでは、1883年10月に国際寝台車会社 (Compagnie Internationale des Wagons-Lits) の寝台車によって国際急行列車"Orient-Expres"（オリエント急行）がパリ・ストラスブール駅-コンスタンティノープル間で運行された。国際寝台車会社の寝台車によって運行された国際急行列車「ヨーロッパ大急行」"Grands Express Europeens"は豪華さとともに、速達性によって第二次世界大戦前の花形列車としてヨーロッパで活躍した。ヨーロッパではこのほかにも座席車連結の国際急行や国内急行列車が存在した。これらは第二次世界大戦後に、国際特急TEE（のちにECとして発展的解消）やインターシティ（IC）サービスとして発展的解消を遂げたが、"Express"の名称自体はスペインやイタリアの列車種別として残されている。大陸ヨーロッパの諸国では、かならずしも"Express"呼称の列車に対してではないものの列車種別によって特別料金を取る列車が多く、列車本数も多いことから、急行という名称は列車種別として定着している模様である。

## 国鉄・JRにおける急行列車
日本国有鉄道（国鉄）やそれを継承したJR各社の急行列車は、乗車のために急行券を必要とする。急行券のほか普通乗車券（Suica等交通系ICカードを含む）または回数乗車券が必要であり、定期乗車券による乗車はできないが、列車・区間を限定して乗車を認めている場合があった。
なおJR（国鉄）では、（規則上の）「急行列車」とは普通急行列車と特別急行列車の総称であるが、一般に「急行」または「急行列車」といえば前者を指し、後者は「特急」または「特急列車」と呼ばれる。ただし現在、前者の急行は定期運行されておらず、臨時列車のみとなっている。このほか、かつては準急行列車（準急）も運行されていたが、普通急行列車に統合されて消滅した。
以下、この節において急行列車という場合は狭義の急行列車、つまり普通急行列車のことを指すものとする。

### 歴史

#### 「急行列車」の登場
日本初の「急行列車」は、1894年（明治27年）10月に山陽鉄道（現在の山陽本線）が神戸駅 - 広島駅間に運行したものである。3往復のうち1往復を主要駅のみ停車としたもので、両駅間を9時間弱で結んだ。これ以前にも、1882年（明治15年）3月1日に新橋駅 - 横浜駅間で運転を開始した列車を始めとして、『官報』掲載の時刻表で「急行」と表記された列車は存在したが、それらは現在の快速列車に近い存在で、長距離旅客の利便性やサービス向上を本格的に意識した列車はこれが初めてであった。翌1895年（明治28年）10月20日には官設鉄道に乗り入れ、京都駅発着となった。官設鉄道では1896年（明治29年）9月1日に、新橋 - 神戸間での急行列車を登場させた。それまで約20時間かかっていた両駅間が、17時間強で結ばれることになった。その後1899年（明治32年）には食堂車が、1900年（明治33年）に寝台車がそれぞれ山陽鉄道の急行列車に日本で初めて連結された。
その後、急行列車の本数は増加して「最急行」「最大急行」といった急行より格上の列車も登場したが、日露戦争中は削減または廃止されスピードも大幅に低下した。
日露戦争の終結後は急行列車券規定が公布され、1906年（明治39年）4月16日に新橋駅 - 神戸駅間に設定された最急行列車の利用に、初めて急行料金が必要となった。急行料金を必要とする列車は徐々に増加していき、明治最後の年である1912年（明治45年）6月には、最初に急行料金が必要になった最急行列車が格上げされ、日本初の特別急行列車（特急列車）となった。

#### 戦前の黄金期
大正から昭和時代初期にかけては第二次世界大戦前における急行列車の黄金時代で、日本の多くの幹線で急行列車が設定された。その頃の特急列車は東海道本線・山陽本線の「富士（ふじ）」「櫻（さくら）」「燕（つばめ）」「鴎（かもめ）」の4種類しかなかったので、東北本線をはじめとする東海道・山陽本線以外の幹線では急行列車は「最優等列車」として君臨し、特急列車にも引けを取らない設備を持つ急行列車も存在した。1934年（昭和9年）12月、丹那トンネルなどが開通した時に行われたダイヤ改正時、特に優れた設備を備えた急行列車には次のようなものがある。
7・8列車
（東海道本線・山陽本線・呉線）東京駅 - 下関駅間運転。下関駅では関釜航路（下関 - 釜山間）と接続し、朝鮮・満洲・中国、さらにはシベリア鉄道を経由してモスクワ（ロシア）やベルリン（ドイツ）、ロンドン（イギリス）などの欧州主要都市に向かう国際連絡運輸の一翼を担っていたほか、呉線全通後は同線を経由することで、呉鎮守府および呉在籍の艦船に赴任・出張する海軍士官の足となった。格別な列車として、一等・二等・三等の各等の座席車・寝台車を全て連結していた。また、食堂車は特急「櫻」を含む他の多くの列車が「和食堂車」である中、「洋食堂車」であった。当時、洋食堂車は和食堂車よりも高級感があるとされ、特急「富士」、「燕」と急行7・8列車、17・18列車（後述）の4本のみに連結される限られた車両であった。昼行区間（京都駅 - 下関駅間）では一等展望車も連結した。
17・18列車
（東海道本線）東京駅 - 神戸駅間運転。関東地方と関西地方を結ぶ夜行列車で、神戸では基隆（台湾）や上海（中華民国）、大連（関東州）などに向かう航路にも接続するなど、国際連絡の使命も帯びていた。一・二等寝台車、二等座席車と洋食堂車を連結していたが三等車は寝台車も座席車も連結されていなかった。寝台車は一等寝台車が3両、二等寝台車が5両もの多数が連結される一方、座席車は二等車1両のみであり、ある意味では「寝台列車」の走りともいえるような列車であった。その格の高さから政・官・財界の要人や高級将校、著名人が多く乗車し、「名士列車」とも呼ばれた。
201・202列車
（常磐線・東北本線）上野駅 - 青森駅間運転。常磐線経由。東北方面の列車には、北海道・樺太連絡の使命も与えられていたが、この列車はそれらのなかでも最も重要な位置付けをされていた。二・三等座席車と二・三等寝台車のみで一等車は連結されず、食堂車も和食堂車であったが（1934年以降、一等車および洋食堂車の連結は東海道・山陽本線のみとなった）、二等寝台車には一等寝台並みの設備を持つ「特別室」が設けられていたほか、和食堂車でありながら洋食堂車用のメニューも提供されていた。またこの改正時に大幅な速度向上が行われており、上野駅 - 青森駅間を下りが12時間45分、上りにいたっては12時間25分で走破し、上り列車の表定速度は時速60.47kmにも達していた。この記録は1958年（昭和33年）10月に、東北初の特急列車「はつかり」が登場（上野駅 - 青森駅間を上下列車とも12時間で運転）するまでの18年間も破られなかった。
201・202列車
（函館本線・室蘭本線・宗谷本線）函館駅 - 稚内港駅間運転。時間短縮のため、札幌駅を通らずに室蘭本線経由で運転された。函館駅 - 長万部駅間で函館本線経由札幌駅発着編成（急行1・2列車）を併結する。函館駅では青函連絡船をはさんで上述した東北本線・常磐線の201・202列車と接続し、稚内港駅では当時は日本領だった南樺太の大泊（現在のコルサコフ）へ向かう稚泊連絡船に接続することで東京 - 樺太間連絡ルートの一翼を担っていた。樺太に向かう要人の利用を想定し、この列車にも「特別室」を持つ二等寝台車が連結されていた。
日中戦争に突入した後も戦争の影響を受けて満洲や樺太などへの需要が増したことから、急行列車は各地で増発が続けられるが、太平洋戦争の戦況が悪化してきた1943年（昭和18年）2月頃から削減されるようになった。
1944年（昭和19年）3月14日には、決戦非常措置要綱に基づく旅客の輸送制限に関する件が閣議決定され、特急および急行列車などの全廃が決定。1944年（昭和19年）4月に特急列車が全廃（同時に一等車・展望車・寝台車・食堂車の連結は全て中止）された。急行は全廃こそ逃れたが1945年（昭和20年）3月の時点では、全国でも東京駅 - 下関駅間（6月から東京駅 - 門司駅間）1・2列車の1往復を残すのみとなってしまう。

#### 復興と特急への置き換え

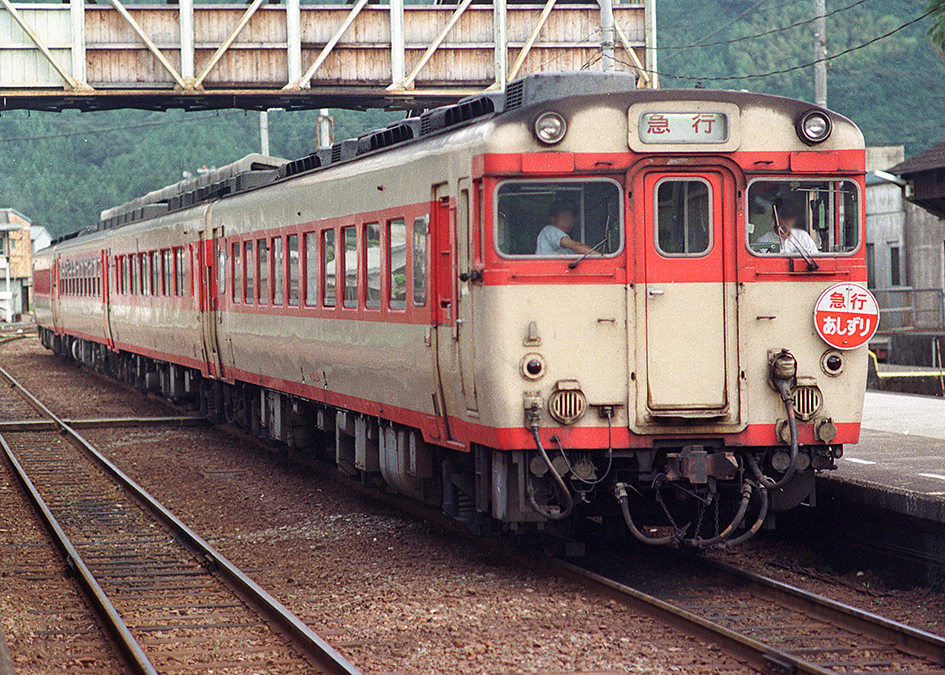
国鉄時代の急行「あしずり」

戦後は蒸気機関車の燃料である石炭や車両・整備の事情が戦時中以上に悪化し、1947年（昭和22年）1月 - 4月にはついに急行列車が消滅するという事態も迎えている。しかし同年6月頃からは、日本全国に準急列車とともに増発・新設されていくことになる。戦後はいわゆるローカル線などにも広く設定されていった。しかし準急列車は急行列車に統合される形で1966年（昭和41年）3月に100km以上を走行する本来の意味での「準急列車」は消滅、残りも1968年（昭和43年）10月に姿を消す。
かつては、首都圏の中央線や関西地区の東海道本線・山陽本線、阪和線といった路線では、急行料金不要の列車として、急行“列車”ではなく「急行“電車”（急電）」という列車が運行されていた。しかし、同様の種別名称で料金が必要なものとそうでないものが混在するのは、旅客案内上好ましくないことから、電車や気動車を使用した有料準急の新設をきっかけとして、1958年（昭和33年）10月に「急行電車」は「快速電車」に改称された（後述の「急行電車（急電）」も参照）。
戦時買収私鉄であった阪和線では「特急電車」「準急電車」も存在したが、この時に「特急電車」を「快速電車」に、「急行電車」と「準急電車」は「直行電車」（のちに「区間快速」）とした。
急行列車の最盛期となる昭和40年代には数多くの列車が設定されたが、その中には非常な長距離を走るもの、運行区間が独特なもの、分割・併結を繰り返すものなど、様々な特徴を持った列車も多く存在することとなった。1968年（昭和43年）10月改正（通称「ヨン・サン・トオ」）時の、それらの一例には下記のような列車がある。
高千穂
（東海道本線・山陽本線・日豊本線）東京駅 - 西鹿児島駅（現在の鹿児島中央駅）間運転。日豊本線周りで東京駅から西鹿児島駅までの1574.2kmを、この当時は28時間15分もかけて走破するという、屈指の長距離列車であった。なお、1965年（昭和40年）10月 - 1980年（昭和55年）10月の寝台特急列車（いわゆるブルートレイン）「富士」も同区間を運行していたが、「急行列車」の中では最長であった。なお、1968年10月のいわゆる「ヨンサントオ改正」より東京駅から門司駅までは鹿児島本線経由の「霧島」（のちに「桜島」と変更）と併結して運転し、またこの当時の東海道本線では唯一の昼行客車列車であった。この時点で既に座席車のみの編成となっていたが、併結相手の「霧島」には食堂車も連結され、東海道急行全盛期の名残をとどめていた。
さんべ
（山陰本線・美祢線・山口線・山陽本線・鹿児島本線）米子駅 - 小郡駅（現在の新山口駅）・小倉駅・博多駅・熊本駅間運転。この当時は昼行2往復、夜行1往復の計3往復が設定されていたが、下りの「さんべ2号」と上りの「さんべ1号」は運行経路が複雑であった。下りの「さんべ2号」の場合、米子駅を発車して益田駅で山口線経由小郡駅行きの列車をまず分割するが、長門市駅でも山陰本線経由と美祢線・山陽本線経由の列車を分割して、その分割した編成を再び下関駅で併結するという運用を行っていたのである。この後もこの列車は昭和50年代末まで運行され、西村京太郎の作品の影響からか、いつしか「再婚列車」と呼ばれるようにもなっていた。
陸中
（東北本線・釜石線・山田線・花輪線・奥羽本線）仙台駅 - 秋田駅間運転。当時、仙台駅と秋田駅を最短経路の北上線経由で結ぶ急行「きたかみ」が同区間を4時間半で運転する一方、「陸中」は釜石線・山田線・花輪線を経由し13時間半もかけて運転するという奇妙な運行経路をとっていた。さらに、「陸中」は複数の急行列車と複雑な分割・併合を繰り返しながら運転されており、複雑な多層建て列車が多く存在した東北地区を象徴するような列車でもあった（詳しくは「はまゆり (列車)」参照）。
特別急行列車が文字どおりの「特別」な列車であった時代は、急行列車は庶民の足として日本全国津々浦々で運転されていたが、1964年（昭和39年）10月に新幹線が、そして1972年（昭和47年）10月にエル特急が登場すると特急の大衆化が進む。高度経済成長に伴う鉄道輸送の飽和から列車運行速度の異なる急行形車両（運転最高速度95km/h - 110km/h）がダイヤ上のネックとなった。中長距離は特急列車に格上げし、近距離や一部の中距離列車（元準急列車が中心）を快速に格下げすることにより、列車速度の単純化と優等列車の車種統一による車両運用の合理化、さらには陳腐化していた急行列車のサービス向上などを図った。こういった施策は航空機や自動車、高速バスの普及したこの時期においては不可避だったとはいえ、特急格上げの際に車内設備の改善はともかく、所要時間短縮が少なかったことから、国鉄の増収手段の一つという批判も強かった。
この時期には、いわゆる新性能電車との置き換えなどにより、臨時列車（「はりま」など）や大都市圏（とりわけ首都圏の「かいじ」など）では、所定の車両が揃わない等の理由で、一般形車両により運行される急行列車もあった。それらの列車は「遜色急行」（そんしょくきゅうこう）と一部の鉄道ファンから揶揄された。これはかつての準急行列車が速度を第一とし、その対価として急行料金に比べ安価な準急行料金を徴したのだが、その準急以下と見られたからである。一方で西日本を中心に急行形車両への冷房取り付けも進み、一等車は1968年までに、関東以西の普通車（旧二等車）も1970年代後半までには完了したが、東北以北では気動車の普通車への冷房設置は遅々として進まなかった。
急行全盛期の列車編成に欠かすことのできない車両として、特別二等車・二等車（ともにのちの一等車・グリーン車）、食堂車（ないしは、ビュッフェ）・荷物車が挙げられたことから、ダイヤグラム作成に際して速度を含めて優等車両を備えた列車のことを、略して「優等列車」と呼ぶようになったともいわれている。
こういう経過の中でも存置された急行列車は、次第に特急と快速・普通列車に挟まれた中途半端な存在として利用客が減少していった。

#### 衰退から消滅へ
1980年代以降の新幹線延伸により、在来線特急列車で使用されていた特急形車両が余剰になり、時を同じくして急行列車に使用していた車両の老朽化が進んだ。それに加え、航空機やマイカー、高速バスといった他の交通手段が台頭し、固定式ボックスクロスシートの普通車や3段式のB寝台車といった、旧態依然の設備そのものが利用客のニーズに合わなくなっていた。そのため急行列車は特急列車へ格上げ、快速列車・普通列車へ格下げ、または廃止され、大きく数を減らしていった。
1982年11月15日の国鉄ダイヤ改正を皮切りに、JR発足後もその流れは止まらず、ほぼ毎年のように急行列車が廃止された。JR四国は1999年3月、JR九州は2004年3月、JR東海は2008年3月、JR西日本は2012年3月の各改正をもって、それぞれの管内から定期急行列車が消滅している。

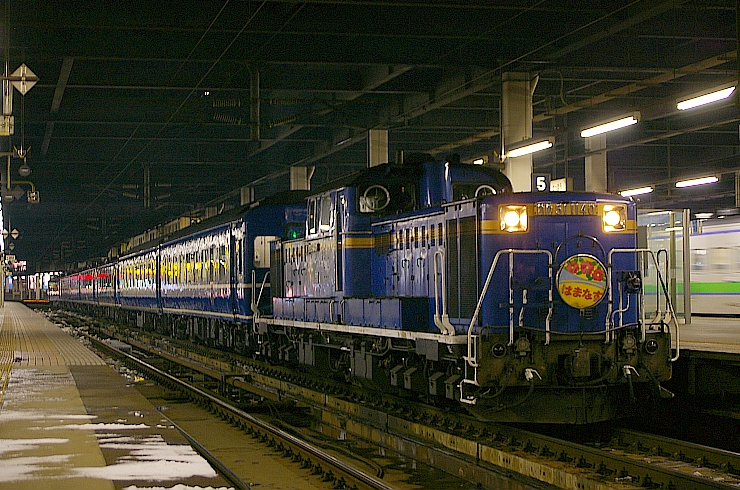
JR最後の急行「はまなす」

昼行急行列車は2009年3月改正で「つやま」が廃止されたことで全廃となった。その結果、定期運転の急行列車は夜行の「きたぐに」および「はまなす」のみとなったが、「きたぐに」は2012年3月改正で臨時列車に格下げされた後、翌年1月に廃止となった。最後に残った「はまなす」についても、2016年3月26日の北海道新幹線開業に伴い廃止された。これにより、国鉄時代から続いたJRグループの定期急行列車は消滅した。
グリーン車の連結は、定期昼行列車については、半室グリーン車キロハ28形を連結していた「つやま」が2003年9月30日に車両変更のため編成から外されたことで消滅した。グリーン車を連結する定期急行列車は、2012年3月改正において「きたぐに」の臨時格下げにより消滅した。なお、臨時列車化以降の「きたぐに」が廃止される2013年1月以降は、グリーン車を連結する列車は、使用車両の一部に設置ないしは、いわゆるジョイフルトレインを使用した列車に限られている。
1998年に廃止された周遊券のうち、均一周遊乗車券（ワイド周遊券・ミニ周遊券）では、出発地から自由周遊区間までの経路を含めて急行列車の自由席利用が可能となっていた。

### 急行列車の車両

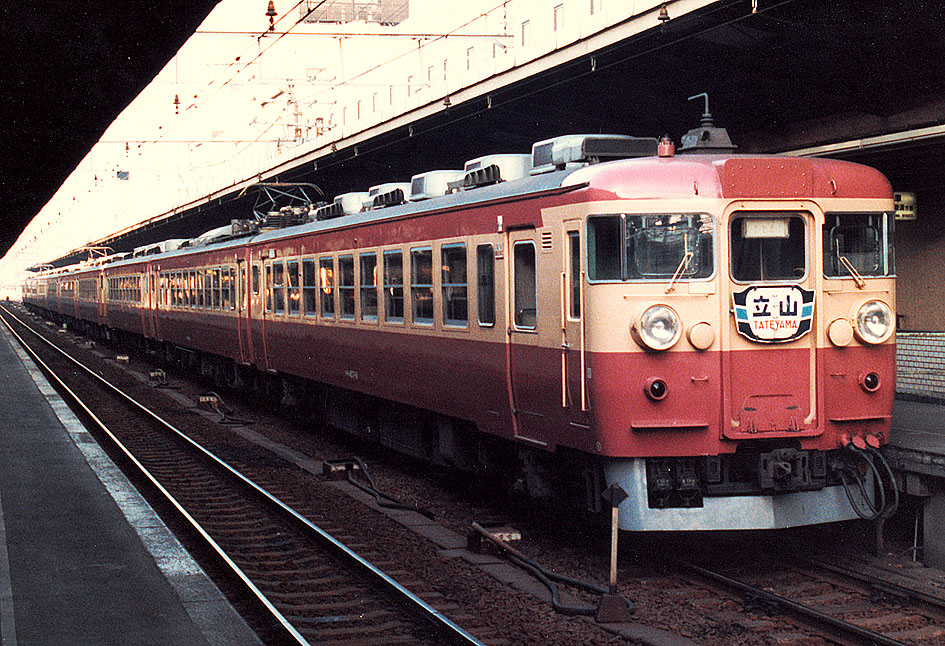
急行形車両の例：475系

急行列車は、153系・165系直流電車や455系・475系交直流電車、キハ28系・58系気動車、12系客車などの急行形車両や、旧型客車によって運行された。
列車によっては485系・583系電車や20系・14系客車、キハ181系気動車などの特急形車両や、113系・401・403/421・423系電車やキハ40系気動車などの一般形車両が使用された。後者については、通常の急行形車両よりサービス設備が見劣りすることから、“遜色急行”と呼ばれることがある。
JR化後、急行専用車両は開発されていない。なお、JRが急行列車に使用する前提で製造した車両としてキハ110系0番台があげられ、実際に「陸中」で使用されたが、2002年に快速列車「はまゆり」に格下げされ、快速列車運用のみとなっている。そのため、JR化以降で新設列車として急行列車を運行する場合、特急形車両ないしは近郊形車両を充当せざるを得なかった。そのため、「つやま」は（2009年3月廃止）はキハ47・48形へ、「かすが」（2006年3月廃止）がキハ75形を使用した。
また、寝台車の場合、1980年代中葉までにいわゆる急行形車両は定期列車では運用しなかったこともあり、夜行列車では座席車では12系客車を使用し、寝台車については14系ないしは24系を連結するケースがあったが、客車による運用から電車・気動車へ移行する際にやむなく特急形車両に変更する事例もあった。この事例では、「ちくま」（2003年10月1日臨時列車化、2005年10月8日廃止）が383系→381系電車に、「だいせん」（2004年10月廃止）では、特急仕様に改修されたキハ65形「エーデル」に変更した。
そうした事情から夜行列車ではすでに国鉄時代に一部特急形車両の使用が行われていたが、その初例は寝台列車であった「銀河」であり、寝台電車である583系電車で定期急行列車として唯一した例が「きたぐに」となる。
なお、JR化以降であるが「はまなす」は運行に車両を供したJR北海道が所有する優等座席客車は14系のみという事情も考慮されたい。

### 臨時急行列車
既述のとおり定期急行列車は全廃されたが、制度上急行の列車種別は廃止されていない。JR東海
やJR北海道のように、多客期や観光向けに臨時列車などを急行列車として運行する場合があるため、これらの列車には急行券が発売される。これらの列車には特急形車両のほか、一般形車両の改造車が使われている。ちなみに前者の場合、本来であれば特急列車として運行されてもおかしくはないが、定期列車のダイヤを優先したり、ビューポイントで徐行運転や停車をしたりするなど、速達性の面で特急とは言い難い性格を持つ臨時列車の種別として実質的に用いられている。
なお、かつてはJR東日本水戸支社においても臨時急行列車を運行していたが、2017年11月を最後に運行は行われておらず、快速列車に格下げまたは特急「ときわ」に格上げされている。ちなみに常磐線では、2015年3月のダイヤ改正で全車指定席とする新特急料金を導入した結果、座席指定料金を含めた急行料金が新特急料金よりも高いという逆転現象が発生している。
また、リバイバルトレイン（復活運転）としてかつての急行列車を急行種別の臨時列車・団体列車として走らせることがある。こちらはリバイバルトレインの性格上、車両も急行形を使うが、他の国鉄車両が充てられる列車もある。

### 例外
常磐緩行線上り電車にはJR東日本の公式サイトの時刻表上にのみ急行の列車種別が設定されているが、これはJR線内（綾瀬駅まで）において「各駅停車」として走る電車が直通先の小田急電鉄小田原線内において後述の料金不要の「急行」として走る（JR線の「快速列車」に相当する）ことを意味しており、本節で述べた「急行列車」とは全く性質の異なるものである。

## 急行電車（急電）

### 概要

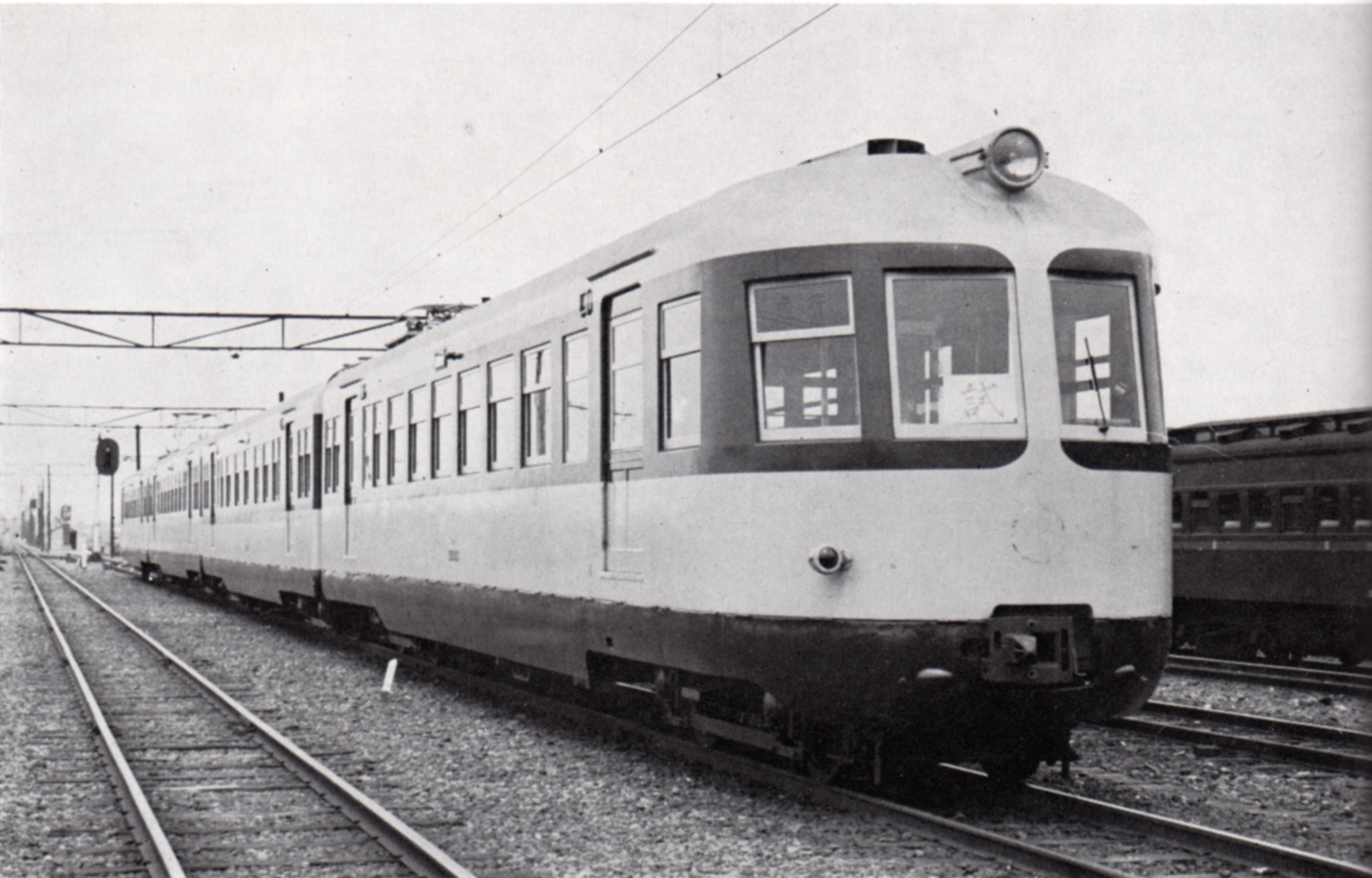
東海道線（京阪神地区）の関西急電に使用された52系

昭和初期より、（有料の）急行列車とは別に「急行電車（きゅうこうでんしゃ）」と呼ばれる急行料金を徴収しない列車が運行される路線があった。略称は「急電（きゅうでん）」だった。
車両は近距離仕様の車両と同様のサービス設備を有したが、停車駅間が長くなるため一部の列車ではサニタリー設備が備え付けられた。また、京阪神間といった都市間連絡に使用される一部の車両は、近距離使用の車両に用いられるロングシートではなくセミクロスシートを有した。

### 歴史
日本では、高速度電気鉄道（路面電車に対し、本格的な鉄道設備の上を電車によって高速運転する鉄道）が普及し始めた頃、機関車が無動力の客車をけん引する動力集中方式の列車と、動力分散方式を採る電車は、「全く別の性格の乗り物」と定義されていた。そのため、旧国鉄においても電車で運転される「急行」を「急行電車」と呼び、急行料金を徴収する急行列車とは別に位置づけた。現在、JR東日本の社内規定における中央快速線の正式な名称が「中央急行線」であるのは、この名残である。このほかに、国鉄が戦時買収により阪和電気鉄道から買収した阪和線では、料金不要の特急電車・準急電車も存在した。また、現在の東海道本線・山陽本線の京阪神地区（琵琶湖線・JR京都線・JR神戸線）を縦貫する快速電車も、その起源は「急行電車」からの改称であった（現在の「新快速」はその後に登場したものであり、急行電車を起源とするものではない）。「京阪神快速」「電車線・列車線」も参照。
しかし、1958年（昭和33年）に151系電車や153系電車が登場し、特急列車や急行列車に投入されたのに合わせ、国鉄の急行料金の不要な列車は順次「快速」へと呼称を変更した（阪和線では最上位の特急電車が快速列車となったため、同線の急行および準急電車は直行列車という新種別を設けて対応した）。

## 私鉄・第三セクター鉄道の急行列車

### 概要
私鉄は1906年（明治39年）の鉄道国有法によって動力集中方式で長距離列車を運行する路線を有する会社が東武鉄道や南海鉄道などを除いてほぼ皆無となったことや、米国におけるインターアーバンを摸した高速度電気鉄道として出発した会社がほとんどである。そのため、急行列車が標準的な速達列車とならない場合がある。快速列車が急行列車より停車駅が少ない会社もある。
東武鉄道の場合、かつて東京と群馬県・栃木県とを結んだ東武本線系統において、国鉄の制度に準じた急行券を要する列車（東武伊勢崎線急行「りょうもう」や日光線系統の急行。以下「有料急行」）とは別に料金不要の「急行」を運行していた。この列車は1951年の運転系統の改正により名称上廃止され、「快速」「準快速」（停車駅が少ない）「準急」など（以下総称して「快速等」）と呼称変更された。
その後は「準急」（＝無料かつ途中停車駅が比較的精選されていない列車）と有料急行の間に位置する列車種別として存在するものもあったが、有料急行については2006年3月のダイヤ改正までに「特急」に格上げされた。これに伴い、本線での料金不要の「急行」が前述の快速等とは別に設定された。
急行料金や座席指定料金を設定した急行列車を走らせている私鉄・第三セクター鉄道もある。かつての富士急行、長野電鉄、島原鉄道、アルピコ交通などの観光地の路線などでは、旧国鉄からの乗り入れ（またはその逆）を行なう関係で別途急行料金を徴収する事例があった。小田急電鉄の「あさぎり」、名古屋鉄道の「北アルプス」や南海電気鉄道の「きのくに」、そして富山地方鉄道に乗り入れていた国鉄の急行列車（「立山」「のりくら」）などは、国鉄線内は急行でも、私鉄線内では特急であった。

### 有料急行列車
急行券が必要な急行列車は、定期列車としては以下の会社において運転されている。車両は専用車両が使われることが多い。
| 運行会社           | 愛称                    | 運行区間                                    | 備考 |
| ------------------ | ----------------------- | ------------------------------------------- | --- |
| 秩父鉄道           | 秩父路                  | （羽生駅 - ）熊谷駅 - 影森駅（ - 三峰口駅） | ロングシート車で運用の場合も急行券が必要。 なお、2022年3月12日から2023年3月31日までは料金不要だった。また西武4000系での急行は料金不要。                                 |
| 秋田内陸縦貫鉄道   | もりよし                | 角館駅 - 鷹巣駅                             | セミクロスシート車のAN8800形を使用。不定期だがクロスシート車のAN8900形やAN2000形も使用。                                                                                |
| えちごトキめき鉄道 | 観光急行                | 直江津駅 - 市振駅、糸魚川駅                 | 週末・祝日に上記区間を1往復ずつ運行。 1号車は指定席、2～3号車は自由席で、食事を予約できる。                                                                             |
| 大井川鐵道         | かわね路号 南アルプス号 | 新金谷駅 - 川根温泉笹間渡駅                 | 蒸気機関車牽引の「SL急行」、電気機関車牽引の「EL急行」があり、急行料金もそれぞれ異なる。 なお、かつては電車による急行も運行されていた（次項「廃止された列車」を参照）。 |

#### 廃止された列車
| 運行会社                      | 愛称                                 | 運行区間                             | 備考 |
| ----------------------------- | ------------------------------------ | ------------------------------------ | --- |
| 大井川鉄道 （現：大井川鐵道） | （電車急行）                         | 金谷駅 - 千頭駅                      | 現在も臨時で運転する場合がある。 ただし、2017年に運転された「奥大井」は料金不要。                                                                                 |
| 小田急電鉄                    | あさぎり                             | 新宿駅 - 御殿場駅                    | 国鉄・JR線直通。正式表記は「連絡急行」（小田急線内）。 車両は特急形のSE（SSE）3000形を使用。 1991年3月16日より特急に格上げ、2018年3月17日より「ふじさん」に改称。 |
| 島原鉄道                      | （愛称名なし）                       | 諫早駅 - 加津佐駅                    | 10km以上乗車する場合に有料。現在は料金不要。 |
| 定山渓鉄道 （現：じょうてつ） | いでゆ しらかば みどり むいね もみじ | （札幌駅 - ）東札幌駅 - 定山渓駅     | 国鉄函館本線直通。現在は鉄道事業から撤退。 |
| 東武鉄道                      | りょうもう                           | 浅草駅 - 赤城駅、伊勢崎駅、葛生駅    | 1999年より特急に格上げ。 |
| 東武鉄道                      | しもつけ                             | 浅草駅 - 東武宇都宮駅                | 2006年より特急に格上げされたが、いずれも現在は廃止。 |
| 東武鉄道                      | ゆのさと                             | 浅草駅 - 鬼怒川温泉駅、新藤原駅      | 2006年より特急に格上げされたが、いずれも現在は廃止。 |
| 東武鉄道                      | きりふり                             | 浅草駅 - 新栃木駅、東武日光駅        | 2006年より特急に格上げされたが、いずれも現在は廃止。 |
| 東武鉄道 野岩鉄道 会津鉄道    | 南会津                               | 浅草駅 - 会津田島駅                  | |
| 東武鉄道 上毛電気鉄道         | じょうもう                           | 浅草駅 - 中央前橋駅                  | 1963年廃止。 |
| のと鉄道                      | 能登路                               | （金沢駅 - ）七尾駅 - 輪島駅・珠洲駅 | JR七尾線直通。 |
| のと鉄道                      | のと恋路号                           | 七尾駅 - 珠洲駅                      | 自社線内のみ運行。 |

### 有料車両・料金不要車両連結列車
| 運行会社   | 愛称           | 運行区間                                                                | 備考 |
| ---------- | -------------- | ----------------------------------------------------------------------- | --- |
| 東急電鉄   | Qシート        | 大井町駅 → たまプラーザ駅（Qシート区間） 渋谷駅 → 菊名駅（Qシート区間） | 平日夕方の一部の長津田駅行き急行の1両が有料席のQシートである。 平日夕方の一部の元町・中華街駅行き急行の1両が有料席のQシートである。 |
| 名古屋鉄道 | （愛称名なし） | 新鵜沼駅 → 豊川稲荷駅・河和駅 名鉄岐阜駅 - 豊橋駅                       | [ 20 ] |
| 明知鉄道   | 大正ロマン号   | 恵那駅 - 明智駅                                                         | 一般車と食堂車を連結。食堂車の利用は予約と追加料金が必要。                                                                          |

| 運行会社     | 愛称           | 運行区間        | 備考 |
| ------------ | -------------- | --------------- | --- |
| 京阪電気鉄道 | （愛称名なし） | 淀駅 → 出町柳駅 | 8000系で運行されるプレミアムカーに乗車の場合のみ、プレミアムカー券が必要。 その他は無料。2018年9月15日のダイヤ改正で急行での運用を廃止。2025年3月22日のダイヤ改正で土休日の急行淀発出町柳行きが復活。 |

### 料金不要の「急行」

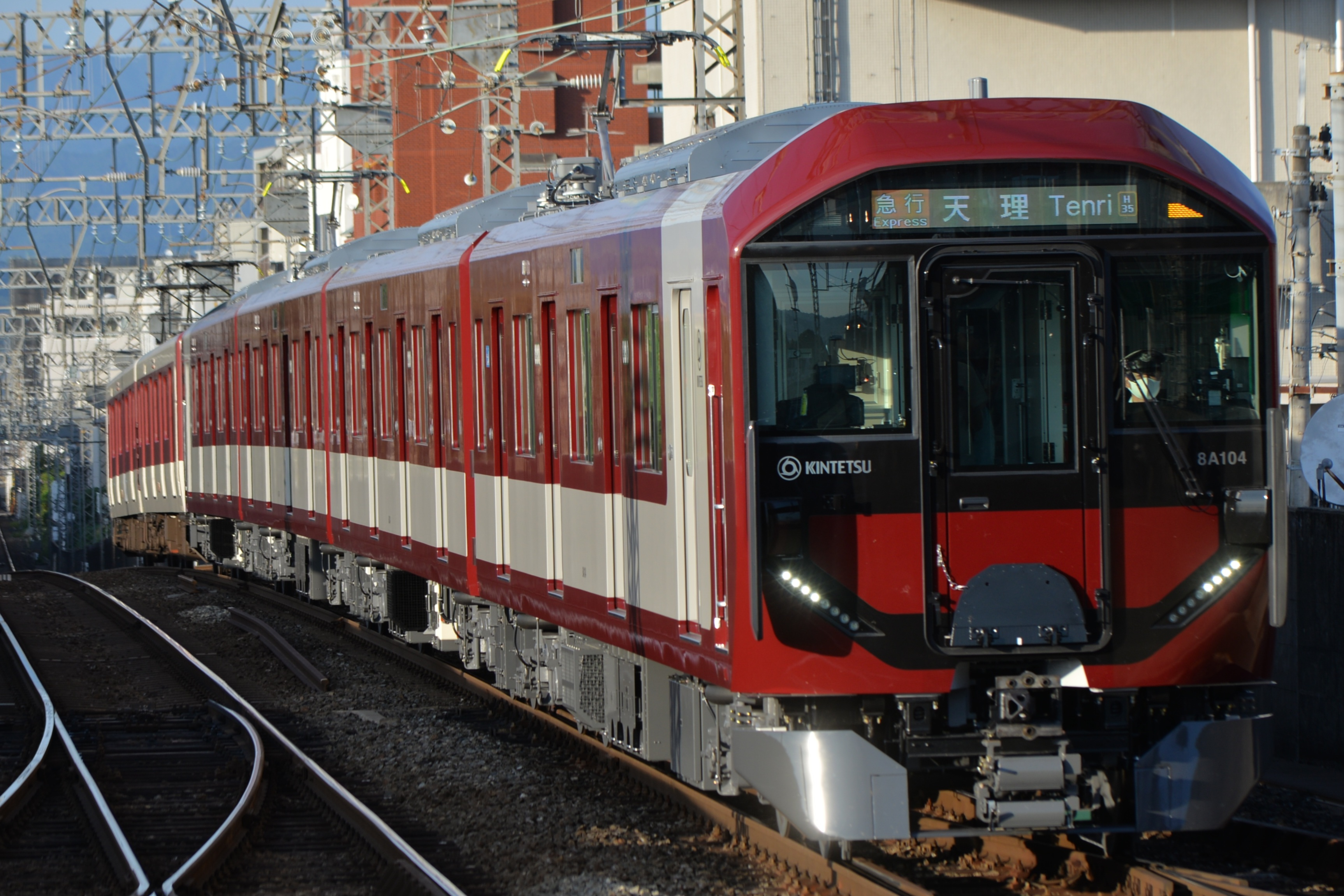
料金不要の「急行」の例：近鉄京都線

私鉄の多くが現在運行している「急行」は料金不要で速達運転を行なうものであり、先述した国鉄の「急行（電車）」と同じく、JRにおける「快速」（普通列車の一種）に相当する。1914年（大正3年）に京阪電気鉄道が京阪本線で運行したのが日本初とされる。同社はその後1916年（大正5年）にノンストップ運転であった従来の急行を「最急行」に改称し、「急行」を主要駅停車の列車としている（「京阪特急#前身」を参照）
通常、通勤形車両（一般車両）で運行されるが、特別仕様の車内設備を持つ車両で運行される場合もある。京浜急行電鉄、京成電鉄、都営地下鉄浅草線や京阪電鉄などでは、こういった専用車両を料金不要の「特急」に使用する場合がある。

#### 列車一覧
- 一部を除いて全て電車で運転。
- 表中の「派生種別」については、特急・快速特急（快特）および準急を除く。
- 地下鉄については別枠でまとめた。
- 「×」表記のものはかつて運行されていた運行会社・路線および派生種別
- 表中の「廃止日」は、原則として当該列車が設定されなくなったダイヤ改正日を示すが、一部は運行された最終日を記載しているものもある。

| 運行会社    | 運行路線      | 運行路線   | 派生種別 | 備考                                             |
| 運行会社    | 通過駅あり    | 各駅に停車 | 派生種別 | 備考                                             |
| ----------- | ------------- | ---------- | -------- | ------------------------------------------------ |
| ×定山渓鉄道 | ×定山渓鉄道線 |            |          | 1965年10月1日改正以降無料化。1966年10月1日廃止。 |
| ×夕張鉄道   | ×夕張鉄道線   |            |          | 1967年10月1日廃止                                |

| 運行会社                       | 運行路線                     | 運行路線                   | 派生種別                              | 備考 |
| 運行会社                       | 通過駅あり                   | 各駅に停車                 | 派生種別                              | 備考 |
| ------------------------------ | ---------------------------- | -------------------------- | ------------------------------------- | --- |
| ×上信電鉄                      | ×上信線                      |                            |                                       | 1982年からは毎週日曜日運転分の列車において乗客に緑茶、 コーヒーの提供サービスが行われた。1992年7月15日廃止。 |
| 小田急電鉄                     | 小田原線 江ノ島線            | 多摩線                     | 快速急行 通勤急行 ×湘南急行 ×多摩急行 | |
| ×箱根登山鉄道                  |                              | ×鉄道線                    |                                       | 小田急線直通列車のみ、2008年3月のダイヤ改正で廃止。 |
| 京王電鉄                       | 京王線 高尾線 相模原線       | 京王新線 競馬場線 動物園線 | ×通勤急行 区間急行                    | 都営新宿線とも直通して運行。 |
| 京王電鉄                       | 井の頭線                     |                            |                                       | |
| 京浜急行電鉄 （京急）          | 本線                         | 空港線 逗子線 ×久里浜線    | ×通勤急行 ×エアポート急行             | 2010年5月のダイヤ改正で「エアポート急行」に名称変更されたが、2023年11月のダイヤ改正で再び「急行」に名称変更された。 久里浜線の急行は1970年6月20日廃止。                                                                     |
| ×京成電鉄                      | ×本線 ×押上線                | ×東成田線                  | ×通勤急行                             | 本線(押上線～北総線系統除く)・東成田線の急行は2002年10月11日廃止。 押上線の急行は2010年7月17日廃止。 |
| ×北総鉄道                      | ×北総線                      |                            |                                       | 2022年11月26日廃止 |
| ×相模鉄道 （相鉄）             | ×本線                        |                            | 通勤急行                              | 2023年3月18日休止。通過運転区間は横浜駅 - 二俣川駅間のみ。以西は各駅に停車。 詳細は相鉄本線#急行（旧称：準急）を参照。 |
| 西武鉄道                       | 池袋線                       | 狭山線 西武秩父線          | 快速急行 通勤急行                     | 狭山線は臨時列車のみ運行。 |
| 西武鉄道                       | 新宿線                       | 西武園線 拝島線 多摩湖線   | 快速急行 通勤急行                     | |
| 東急電鉄 （東急） 横浜高速鉄道 | 東横線 目黒線 みなとみらい線 | 東急新横浜線               |                                       | 東横線のみ平日夕方の下りの一部の列車に1両に有料指定席（Qシート）がある。 東急新横浜線には日吉始発新横浜方面行の急行列車があり、東急線内は実質各駅停車となるが、これは東横線系統の列車種別が急行に統一されているためである。 |
| 東急電鉄 （東急） 横浜高速鉄道 | 田園都市線 大井町線          |                            |                                       | 平日夕方の下りの一部の列車に1両に有料指定席（Qシート）がある。 |
| 東武鉄道                       | 伊勢崎線 日光線              |                            | 区間急行                              | 日光線南栗橋駅以北の設定は2017年4月21日改正から。 日光線南栗橋駅以南の設定はそれ以前よりあるが各駅に停車。 |
| 東武鉄道                       | 野田線                       |                            | 区間急行                              | 2016年3月26日運行開始。 |
| 東武鉄道                       | 東上線                       |                            | 快速急行 ×通勤急行                    | 現在の快速急行は、以前は特急として運用されていた。 |

| 運行会社                 | 運行路線 | 運行路線                      | 派生種別                                     | 備考 |
| 運行会社                 | 通過駅あり | 各駅に停車                    | 派生種別                                     | 備考 |
| ------------------------ | --- | ----------------------------- | -------------------------------------------- | --- |
| ×伊豆箱根鉄道            | ×駿豆線 |                               |                                              | 1971年以降廃止。 |
| 静岡鉄道                 | 静岡清水線 |                               | 通勤急行                                     | 2011年に設定された2代目急行は下り列車（新清水駅行き）のみ設定。通勤急行は上りのみ設定。コロナ禍の影響により2020年4月から2025年3月28日までは一旦廃止。 |
| ×遠州鉄道                | ×鉄道線 |                               |                                              | 1972年10月1日廃止。 |
| ×豊橋鉄道                | ×渥美線 |                               |                                              | 1985年9月1日廃止。 |
| 名古屋鉄道 （名鉄）      | 名古屋本線 ×竹鼻線 ×羽島線 犬山線 ×一宮線 ×広見線 ×各務原線 ×小牧線 常滑線 河和線 津島線 西尾線 ×蒲郡線 ×三河線 | 豊川線 空港線 知多新線 尾西線 | 快速急行 ×半急行                             | 通過駅のない伊奈駅始発の上り列車も急行として運行。 一宮線の急行は1941年8月11日廃止。 小牧線の急行は1967年8月22日廃止。 三河線の急行は1981年11月20日廃止。 竹鼻線、羽島線の急行は2001年10月1日廃止。 蒲郡線の急行は2005年1月29日廃止。 広見線の急行は2011年3月26日廃止。 各務原線の急行は2023年3月18日廃止。 半急行は1948年5月16日以前の東部線区で運行（西部線区は準急）。 |
| 名古屋鉄道 （名鉄）      | 瀬戸線 |                               |                                              | |
| 名古屋鉄道 （名鉄）      | ×揖斐線 ×谷汲線 ×美濃町線                                                                                       | ×岐阜市内線 ×田神線           |                                              | 美濃町線・田神線の急行は1975年9月16日廃止。 谷汲線の急行は1984年3月20日廃止。 岐阜市内線・揖斐線の急行は2005年4月1日（路線廃止）まで運行。 |
| ×瀬戸電気鉄道            | ×瀬戸電気鉄道線                                                                                                 |                               |                                              | 名古屋鉄道への合併まで運行、合併後も運行継続（1944年頃廃止） |
| ×知多鉄道                | ×知多鉄道線 ×常滑線                                                                                             |                               |                                              | 名古屋鉄道への合併まで運行、合併後も運行継続（1944年8月廃止） |
| ×愛知電気鉄道            | ×知多鉄道線 ×常滑線                                                                                             |                               |                                              | 名古屋鉄道への合併まで運行、合併後も運行継続（1944年8月廃止） |
| ×豊橋線                  | |                               | 名古屋鉄道への合併まで運行、合併後も運行継続 | |
| ×豊川鉄道                | ×豊川鉄道線（停車駅不明）                                                                                       | ×豊川鉄道線（停車駅不明）     |                                              | 愛知電鉄の豊川駅乗入れ（神宮前駅 - 豊川駅間）。 愛電の吉田駅（現・豊橋駅）方面全通に伴い1927年5月31日廃止 |
| 明知鉄道                 | 明知線 |                               |                                              | 愛称は「大正ロマン号」で、気動車で運転。 明智駅行のみ食堂車を連結（要予約）。月曜は運休。 |
| 近畿日本鉄道 （近鉄）    | 名古屋線 大阪線 山田線 ×志摩線 ×養老線                                                                          | 鈴鹿線 鳥羽線                 | 快速急行 ×区間快速急行                       | 英語表記は「EXP.」。 鳥羽線は朝夕のみ運行。 鈴鹿線は平日に名古屋線近鉄四日市駅から直通する平田町駅行き1本のみ。 志摩線の急行は1969年12月9日廃止。 養老線の急行は1983年3月24日廃止。 |
| ×伊勢電気鉄道            | ×本線 |                               |                                              | 参宮急行電鉄合併まで運行、合併後も運行継続。 |
| ×三重交通→ ×三重電気鉄道 | ×志摩線 |                               |                                              | 近畿日本鉄道合併まで運行、合併後も運行継続。 |
| ×三岐鉄道                | ×三岐線 |                               |                                              | 1989年4月1日廃止。 |

| 運行会社               | 運行路線              | 運行路線   | 派生種別               | 備考                                                                     |
| 運行会社               | 通過駅あり            | 各駅に停車 | 派生種別               | 備考                                                                     |
| ---------------------- | --------------------- | ---------- | ---------------------- | ------------------------------------------------------------------------ |
| 富山地方鉄道 （地鉄）  | 本線 立山線           |            | 快速急行 ×A急行 ×B急行 | [ 37 ]                                                                   |
| ×北陸鉄道              | ×石川線 ×能美線       |            |                        | 1978年12月改正当時は新寺井駅発野町駅行が 早朝片道1本のみ設定されていた。 |
| ×北陸鉄道              | ×浅野川線             |            |                        | 2006年11月30日廃止。                                                     |
| ×北陸鉄道              | ×山中線               |            |                        | 1971年7月1日廃止。                                                       |
| ×北陸鉄道              | ×能登線               |            |                        | 1971年廃止。                                                             |
| ×京福電気鉄道 福井本社 | ×越前本線 ×三国芦原線 | ×永平寺線  |                        | [ 37 ]                                                                   |
| えちぜん鉄道           | 三国芦原線            |            |                        |                                                                          |
| 福井鉄道               | 福武線                |            | 区間急行               |                                                                          |

| 運行会社                    | 運行路線          | 運行路線                    | 派生種別                                             | 備考 |
| 運行会社                    | 通過駅あり        | 各駅に停車                  | 派生種別                                             | 備考 |
| --------------------------- | ----------------- | --------------------------- | ---------------------------------------------------- | --- |
| 近畿日本鉄道 （近鉄）       | 大阪線 山田線     | 鳥羽線                      | ×直通急行 快速急行 ×区間快速急行 ×通勤急行 ×区間急行 | 英語表記は「EXP.」。 長野線は平日朝上り、夕方下りのみ。 奈良線の快速急行は阪神電鉄線とも直通して運行。 御所線の定期列車の急行（休日のみ）は1994年3月15日廃止。以降は臨時列車のみ。                                                   |
| 近畿日本鉄道 （近鉄）       | 奈良線            | 難波線                      | 快速急行                                             | 英語表記は「EXP.」。 長野線は平日朝上り、夕方下りのみ。 奈良線の快速急行は阪神電鉄線とも直通して運行。 御所線の定期列車の急行（休日のみ）は1994年3月15日廃止。以降は臨時列車のみ。                                                   |
| 近畿日本鉄道 （近鉄）       | 京都線 橿原線     | 天理線                      | ×快速急行                                            | 英語表記は「EXP.」。 長野線は平日朝上り、夕方下りのみ。 奈良線の快速急行は阪神電鉄線とも直通して運行。 御所線の定期列車の急行（休日のみ）は1994年3月15日廃止。以降は臨時列車のみ。                                                   |
| 近畿日本鉄道 （近鉄）       | 南大阪線          | 吉野線 長野線 ×御所線       | 区間急行                                             | 英語表記は「EXP.」。 長野線は平日朝上り、夕方下りのみ。 奈良線の快速急行は阪神電鉄線とも直通して運行。 御所線の定期列車の急行（休日のみ）は1994年3月15日廃止。以降は臨時列車のみ。                                                   |
| ×奈良電気鉄道               | ×奈良電気鉄道線   |                             |                                                      | 近畿日本鉄道合併まで運行、合併後も運行継続 |
| 南海電気鉄道                | 南海本線          | 和歌山港線 空港線 ×多奈川線 | 空港急行 -急行- 区間急行                             | 急行そのものの種別はラッシュ時のみの運転。 -急行-（白線急行）は春木駅に停車する急行で、平日深夜の泉佐野駅行き最終列車の下り一本のみ運行。 多奈川線の急行は1993年4月18日廃止。                                                        |
| 南海電気鉄道                | 高野線            |                             | 快速急行 区間急行                                    | |
| ×阪和電気鉄道 （×南海鉄道） | ×本線 （×山手線） |                             |                                                      | 南海鉄道との合併まで運行、合併後も運行継続。 その後国有化により急電となり、1958年に準急と統合されて直行となった後、1968年より区間快速として運行されている。                                                                          |
| ×江若鉄道                   | ×江若鉄道線       |                             |                                                      | 1969年11月1日廃止。 |
| 京阪電気鉄道                | 京阪本線          | 中之島線 鴨東線 ×宇治線     | ×最急行 通勤快急 快速急行 ×深夜急行 区間急行         | 派生種別ではない急行そのものは、早朝と夕方・深夜に運転。 中之島駅発着は臨時列車のみ運行。 宇治線の急行は1989年9月26日廃止。 深夜急行は2023年8月26日廃止。                                                                            |
| 京阪電気鉄道                | ×京津線           | ×石山坂本線                 |                                                      | 京津線の急行は1981年4月12日廃止。 石山坂本線の急行は1981年1月9日廃止。 |
| 阪神電気鉄道                | 本線 阪神なんば線 |                             | 快速急行 区間急行                                    | 阪神なんば線は、近鉄線と直通運転を行なう快速急行のみ。 |
| 神戸電鉄                    | 有馬線 粟生線     | 三田線 神戸高速線           | ×通勤急行                                            | |
| ×山陽電気鉄道               |                   | ×本線                       |                                                      | 通過駅のある全線通しの急行は1984年休止。 阪神本線内で急行運転する直通列車は2009年3月休止。 |
| ×能勢電鉄                   | ×妙見線           | ×日生線                     | ×妙見急行 ×日生急行                                  | 「急行」という種別は公式には存在しない。 朝に川西能勢口駅行きのみで、妙見急行は日曜祝日を除き、日生急行は土曜日のみ運行。 どちらも2017年3月に廃止（日生急行は緊急用として使用されることがある）                                      |
| 阪急電鉄                    | 神戸本線          | 神戸高速線                  | ×快速急行 通勤急行                                   | 快速急行は2022年12月のダイヤ改正で準特急に変更。 |
| 阪急電鉄                    | 宝塚本線          |                             | ×快速急行 ×通勤急行                                  | |
| 阪急電鉄                    | 京都本線 ×千里線  |                             | ×直通急行 ×快速急行 ×堺筋急行 ×堺筋快速急行          | 2007年3月のダイヤ改正で準急に格下げされ廃止されたが、2022年12月のダイヤ改正でそれまでの快速の停車駅に西京極を追加する形で復活した。 堺筋急行・堺筋快速急行は現在は堺筋準急に格下げ。快速急行は2022年12月のダイヤ改正で準特急に変更。 |

| 運行会社          | 運行路線         | 運行路線        | 派生種別 | 備考                                                                   |
| 運行会社          | 通過駅あり       | 各駅に停車      | 派生種別 | 備考                                                                   |
| ----------------- | ---------------- | --------------- | -------- | ---------------------------------------------------------------------- |
| ×井笠鉄道         | ×本線            |                 |          | 1952年度中に廃止。                                                     |
| 一畑電車          | 北松江線 大社線  |                 |          |                                                                        |
| ×広島高速交通     | ×広島新交通1号線 |                 |          | 2004年3月20日廃止。 詳細は広島高速交通広島新交通1号線#急行列車を参照。 |
| ×高松琴平電気鉄道 | ×琴平線          |                 |          | 1967年3月廃止。                                                        |
| ×土佐電気鉄道     | ×後免線          | ×安芸線 ×伊野線 |          | 1971年以降に廃止。                                                     |

| 運行会社            | 運行路線     | 運行路線   | 派生種別                | 備考                                 |
| 運行会社            | 通過駅あり   | 各駅に停車 | 派生種別                | 備考                                 |
| ------------------- | ------------ | ---------- | ----------------------- | ------------------------------------ |
| 西日本鉄道 （西鉄） | 天神大牟田線 | 太宰府線   | ×快速急行 ×ローカル急行 | ダイヤ上は太宰府線内は普通列車扱い。 |
| 島原鉄道            | 島原鉄道線   |            |                         | 気動車で運転。                       |

| 運行会社                         | 運行路線   | 運行路線       | 派生種別      | 備考 |
| 運行会社                         | 通過駅あり | 各駅に停車     | 派生種別      | 備考 |
| -------------------------------- | ---------- | -------------- | ------------- | --- |
| 京都市交通局 （京都市営地下鉄）  |            | 烏丸線         |               | 昼間時のみ。 近鉄線内で急行運転をする直通列車のみ。 |
| 東京地下鉄 （東京メトロ）        |            | 千代田線       | ×多摩急行     | 小田急線内で急行運転をする直通列車のみ。 |
| 東京地下鉄 （東京メトロ）        |            | 半蔵門線       |               | 東急線・東武線内で急行運転をする直通列車のみ。 |
| 東京地下鉄 （東京メトロ）        |            | 南北線         |               | 東急線内で急行運転をする直通列車のみ。 |
| 東京地下鉄 （東京メトロ）        | 副都心線   |                | 通勤急行      | 多くの列車に「Fライナー」の愛称が付く。 直通先では種別が変更される場合が多い。                                                                                         |
| 東京都交通局 （都営地下鉄）      |            | 都営浅草線     |               | 京急線で急行となる直通列車のみ。 |
| 東京都交通局 （都営地下鉄）      | 都営新宿線 |                |               | 京王線とも直通運転を行なう。 |
| 東京都交通局 （都営地下鉄）      |            | 都営三田線     |               | 東急線内で急行運転をする直通列車のみ。 |
| 埼玉高速鉄道                     |            | 埼玉高速鉄道線 |               | 東急線内で急行運転をする直通列車のみ。 |
| ×大阪市交通局 （大阪市営地下鉄） |            | ×堺筋線        | ×堺筋快速急行 | 使用車両は阪急車のみ。 阪急京都本線朝時間帯の京都河原町駅発（夕時間帯は天下茶屋駅発の 堺筋快速急行）の直通列車のみ。 いずれも2007年3月のダイヤ改正で堺筋準急に格下げ。 |

#### 派生種別
- 以下の種別およびそれらの派生種別については各項目を参照。
  - 特急⇒特別急行列車#私鉄の特別急行列車
  - 準急⇒準急列車#私鉄・地下鉄
  - 快速特急（快特）
  - 快速急行
- 「×」表記は、かつて運行されていた運行会社・路線および派生種別。

| 運行会社                       | 運行線区                  | 運行線区            | 備考                                                                                       |
| 運行会社                       | 通過駅あり                | 各駅に停車          | 備考                                                                                       |
| ------------------------------ | ------------------------- | ------------------- | ------------------------------------------------------------------------------------------ |
| 小田急電鉄                     | 小田原線 多摩線 ×江ノ島線 |                     | 小田原線・江ノ島線では1972年3月廃止されたが、2018年3月19日より小田原線・多摩線で運行開始。 |
| ×京王帝都電鉄 （現：京王電鉄） | ×京王線 ×高尾線           |                     | 1992年5月28日廃止。                                                                        |
| ×京浜急行電鉄                  | ×本線                     | ×久里浜線           | 1958年9月6日廃止。                                                                         |
| ×京成電鉄                      | ×本線 ×押上線             |                     | 1974年12月15日廃止。                                                                       |
| 西武鉄道                       | 池袋線                    |                     |                                                                                            |
| 西武鉄道                       | 新宿線                    |                     |                                                                                            |
| ×東武鉄道                      | ×東上線                   |                     | 2016年3月26日廃止。                                                                        |
| 東京地下鉄                     | 副都心線                  |                     |                                                                                            |
| 相模鉄道                       | 本線                      | いずみ野線          |                                                                                            |
| 静岡鉄道                       | 静岡清水線                |                     | 上り列車（新静岡駅行き）のみ設定。2020年4月から2025年3月28日までは一旦廃止。               |
| ×近畿日本鉄道                  | ×大阪線 ×山田線           |                     | 1964年10月1日ダイヤ変更で廃止。区間急行に変更。                                            |
| ×神戸電鉄                      | ×有馬線 ×粟生線           | ×三田線 ×神戸高速線 | 1984年10月6日廃止、翌日から急行に統合・変更。                                              |
| 阪急電鉄                       | 神戸本線                  |                     |                                                                                            |
| 阪急電鉄                       | ×宝塚本線                 |                     | 2015年3月20日のダイヤ改正で廃止。運行区間を川西能勢口駅→梅田駅間に短縮し、通勤特急に変更。 |
| ×広島電鉄                      | ×宮島線                   |                     | 1960年代に運転。廃止時期は不明。 広電五日市駅 - 西広島駅間のみ通過運転。                   |

| 運行会社                             | 運行線区        | 運行線区                    | 備考 |
| 運行会社                             | 通過駅あり      | 各駅に停車                  | 備考 |
| ------------------------------------ | --------------- | --------------------------- | --- |
| 東武鉄道                             | 伊勢崎線        | 日光線 ×鬼怒川線            | 鬼怒川線は新藤原駅6:03に発車する上り列車が1本のみ設定されている。                                           |
| 東武鉄道                             | 野田線          |                             | |
| 京王電鉄 東京都交通局 （都営地下鉄） | 京王線          | 新線 高尾線 相模原線 新宿線 | 2013年2月22日より、通勤快速を改称する形で日中にも運行開始。 2015年9月25日改正で仙川駅が停車駅に追加された。 |
| 福井鉄道                             | 福武線          |                             | |
| 大井川鐵道                           | 大井川本線      |                             | |
| 近畿日本鉄道                         | ×大阪線 ×山田線 |                             | 1978年3月14日廃止。                                                                                         |
| 近畿日本鉄道                         | 南大阪線        | ×吉野線                     | 南大阪線で日中と深夜に運転。かつては吉野線でも上り1本のみ存在した。                                         |
| 南海電気鉄道                         | 南海本線        |                             | 日中以外の運転（ただし土休日の上りの夕方から深夜の運行はなし）                                              |
| 南海電気鉄道                         | 高野線          |                             | 難波駅 - 林間田園都市駅間での運転。                                                                         |
| 南海電気鉄道                         | 泉北線          |                             | 南海高野線との接続駅の中百舌鳥駅のみ通過。そのまま南海高野線に直通する。                                    |
| 京阪電気鉄道                         | 京阪本線        | 中之島線                    | 他の私鉄の一般的な種別立てと異なり、準急より下位という位置づけとなっている。 朝と夕方から深夜にかけて運転。 |
| 阪神電気鉄道                         | 本線            |                             | 平日朝ラッシュ時のみ。                                                                                      |

| 運行会社                      | 運行線区          | 運行線区   | 備考                                                                                  |
| 運行会社                      | 通過駅あり        | 各駅に停車 | 備考                                                                                  |
| ----------------------------- | ----------------- | ---------- | ------------------------------------------------------------------------------------- |
| ×近畿日本鉄道                 | ×大阪線 ×山田線   |            | 伊勢志摩号として運行された臨時列車の種別。後に高速に改称。                            |
| ×京阪電気鉄道 ×京阪神急行電鉄 | ×十三線 ×新京阪線 |            | 十三駅 - 京阪京都駅間直通運転開始時より使用。戦災による休止の後、「急行」として復活。 |

| 種別名                  | 運行会社                              | 備考 |
| ----------------------- | ------------------------------------- | --- |
| ×エアポート急行         | 京浜急行電鉄                          | 2023年11月24日で廃止。原則として空港線に直通した。本線では蒲田駅で系統分割されており、品川駅方面は従来の急行から改称された。横浜駅方面は1999年に廃止された急行を停車駅改定のうえ新設した。 |
| SL急行・EL急行          | 大井川鐵道                            | SL急行は蒸気機関車牽引。EL急行は電気機関車牽引（2023年10月1日より定期運用開始）。 |
| -急行-                  | 南海電気鉄道                          | 種別表示器上での見た目から「白線急行」と呼ばれる。1994年に区間急行に統合され廃止されたが、2017年1月28日のダイヤ改正で復活。 |
| 空港急行                | 南海電気鉄道                          | 空港線に直通する。白線急行・区間急行と同じく春木駅に停車し、和歌山方面の単なる「急行」より格下となる。 |
| ×深夜急行               | 京阪電気鉄道                          | 2023年8月26日で廃止。淀屋橋駅0時20分発樟葉駅行きの1本のみ。淀屋橋駅発上り最終の優等列車となっていた。運行実績のある樟葉駅以西では、朝の下り淀屋橋駅方面に運行される通勤快急と停車駅が同じであった。                                                                                              |
| ×多摩急行               | 小田急電鉄・ 東京地下鉄（東京メトロ） | 2018年3月17日で廃止。多摩線から東京メトロに直通する。急行が朝晩通過する経堂駅に停車し、急行が停車する向ヶ丘遊園駅を通過して千鳥停車をしていた。 千代田線内では小田急線内乗り入れ列車の種別を表示していたが、各駅に停車していた。JR東日本から直通する列車もあったが、常磐線内は各駅停車であった。 |
| ×A急行・B急行           | 富山地方鉄道                          | |
| ×湘南急行               | 小田急電鉄                            | 江ノ島線に直通する。快速急行へと改変され廃止。 |
| ×堺筋急行・堺筋快速急行 | 阪急電鉄・ 大阪市交通局               | 使用車両は阪急車のみ。堺筋線内では各駅に停車する。堺筋準急に格下げされ廃止。 |
| ×妙見急行・日生急行     | 能勢電鉄                              | |
| ×ローカル急行           | 西日本鉄道                            | 准急の後身として、1956年から1959年に設定された種別。 |

## 企画急行列車
往年の列車旅を再現するための企画として、夜行急行列車をパッケージツアーとして運行する場合がある。
ちなみに秩父鉄道では、日本旅行との共同企画として夜行急行列車を運行している
。

## 鉄道以外の「急行」
「急行」は通常、鉄道の列車を示すが、高速バスや路線バスにも超特急、特急、急行、快速便が存在する。これらの中にも急行券や座席指定券を必要とするものもある。バスの急行については「急行バス」参照。
また、かつての宇高航路にはホバークラフト、高速艇による急行便が存在した。これに乗船するときは、乗車券のほかに連絡船急行券を必要とした。ただしこの急行便は、運行時には接続する本州・宇野線側で既に特急・急行列車が寝台特急「瀬戸」以外設定されていなかったことや、宇野駅および高松駅では鉄道連絡船で運行されていた普通便とは別桟橋での発着であったこともあり、運賃上の連帯を行なうのみで鉄道側との乗り継ぎ料金制度は存在しなかった。「宇高連絡船」を参照。
このほかにもフェリーと高速艇を並行して運行する場合には、所要時間の短い高速艇を急行扱いとして料金を高く設定することがある。
船舶会社の社名に急行をつける例としては、四国フェリーグループの小豆島急行フェリーなどに事例がある。
バス会社の社名に急行をつける例としては、東武鉄道系・朝日自動車グループの東北急行バスなどに事例がある。